# Karmen Bruus
Karmen Bruus, född 24 januari 2005 i Muraste, är en estländsk höjdhoppare.

## Karriär
Som 14-åring hoppade hon 1,61 meter.
År 2022 vann hon guld i estländska mästerskapen både inomhus och utomhus.
Den 7 juli 2022 ställde hon upp i Ungdomseuropamästerskapen i friidrott 2022 i Jerusalem, men lyckades inte göra en bra tävling och fick därför ingen medalj.
Vid Världsmästerskapen i friidrott 2022 i Eugene i USA kom hon på sjunde plats med ett resultat på 1,96 centimeter vilket var personrekord tillika nationsrekord.
Bruus har också deltagit i Diamond League 2022, bland annat på Bauhausgalan på Stockholm Stadion där hon hoppade 1,91 meter.